# Anelli (pasta)
Gli anelli (o anellini, anelletti e occhialini) sono un tipo di pasta industriale. A seconda delle loro dimensioni, possono essere di formato corto o minuto.

## Etimologia e storia
Gli anelli prendono il nome dalla loro forma e se ne hanno testimonianze già dagli anni trenta del Novecento, quando venivano preparati nel Meridione italiano. Benché prevalentemente diffusi in Italia, gli anelli sembrano godere di una certa notorietà anche all'estero come confermano i ricettari in lingua inglese che spiegano come adoperarli in cucina.

## Descrizione

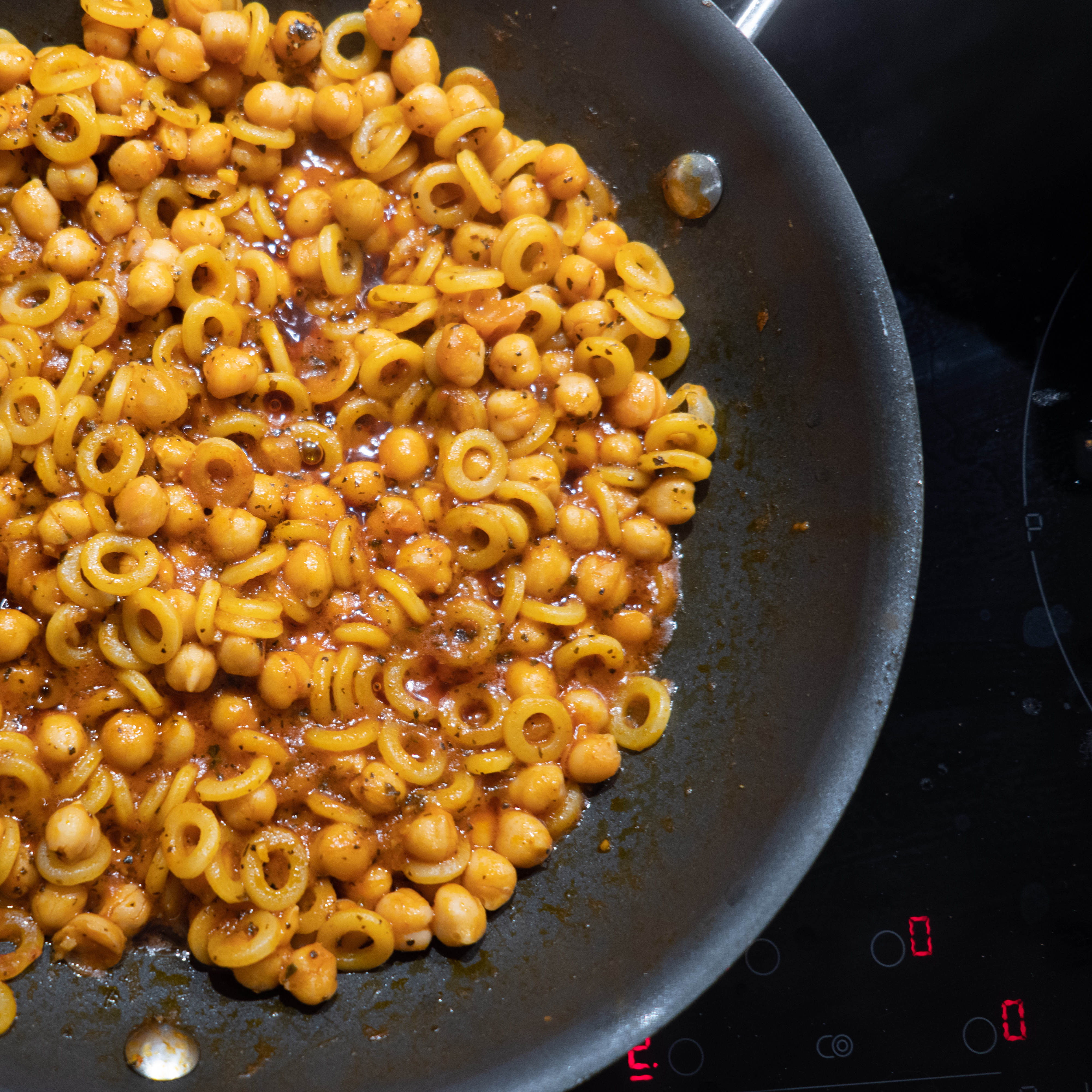
Pasta e ceci fatta con gli anelli

Come suggerisce il loro nome, gli anelli hanno una forma a "O", un diametro che può variare dai 4 ai 10 millimetri e sono a base di semola di grano duro. Trovano applicazione nelle preparazioni in brodo e in molti pasticci al forno e timballi.

## Varianti
Una variante oggi rara degli anellini sono gli anelloni d'Africa, il cui nome è ispirato ai grandi orecchini portati dalle donne africane che i soldati italiani ebbero modo di incontrare nel corso delle campagne d'Africa.